# نواه هوارد
نواه هوارد (بالإنجليزية: Noah Howard)‏ هو عازف ساكسفون أمريكي، ولد في 6 أبريل 1943 في نيو أورلينز في الولايات المتحدة، وتوفي في 3 سبتمبر 2010.

## وصلات خارجية
- نواه هوارد على موقع ميوزك برينز (الإنجليزية)
- نواه هوارد على موقع أول ميوزيك (الإنجليزية)
- نواه هوارد على موقع ديسكوغز (الإنجليزية)